# Jacob Christian Hansen Ellehammer
Jacob Christian Hansen Ellehammer (n. 14 iunie 1871 - d. 20 mai 1946) a fost un ceasornicar și inventator din Bakkebølle, Danemarca.
Încă din tinerețe, Ellehammer a fost pasionat de dispozitivele în miniatură, apoi și-a dezvoltat interesele către alte domenii cum ar fi: principiile electricității și motoare cu combustie internă. Primul său proiect care a întampinat un real succes, chiar și pe plan comercial, a fost proiectul unei motociclete, fapt care l-a dus cu gândul la crearea unui dispozitiv de zbor care să funcționeze pe bază de energie.
Studiind zborul păsărilor, Ellehamer a apreciat puterea necesară pentru a zbura, apoi a folosit aceste calcule pentru a construi propriul lui motor radial. Fără a ști de zborul fraților Wright din decembrie 1903, sau de cel al lui Traian Vuia din 18 martie 1906, pe 12 septembrie 1906, Ellehammer a devenit al doilea european care a zburat (după Traian Vuia). În următorii ani, a cumulat aproximativ 200 de zboruri utilizând diverse aparate de zbor. O altă reușită a sa a fost în 1912: primul elicopter.

## Invenții
1. Proiector cinematografic
2. Dispozitiv pentru bere - 1899 patnet danez nr. 3527
3. Pușculiță
4. Motocicleta "ELEHAM"
5. Motor radial cu 3 cilindrii - 1904
6. Primul avion, cu care a zburat pe 12 septembrie 1906
7. Pompa de ignifug
8. Elicopterul proiectat în 1912